# Neotrichoporoides beonus
Neotrichoporoides beonus är en stekelart som beskrevs av T.C. Narendran 2006. Neotrichoporoides beonus ingår i släktet Neotrichoporoides och familjen finglanssteklar. Inga underarter finns listade i Catalogue of Life.